# Argentum Astrum
| Телема Категория:Телема     |
| Основные темы               |
| Книга Закона Алистер Кроули |
| Организации                 |
| A∴A∴ · OTO                  |
| Божества                    |
| Хадит · Хоронзон            |
| Другие темы                 |
| Стела Откровения            |

Сигила A.'.A.'..

A∴A∴ (Argentum Astrum) — организация, созданная между 1906-м и 1909 годами Алистером Кроули и Джорджем Сесилом Джонсом после их ухода из Герметического ордена Золотой зари.
После того, как в Каире в 1904 году, была получена Книга Закона, Кроули считал, что не только «Старый Эон» подошел к концу, но и Мазерс был отстранен Тайными Вождями от руководства Орденом Золотой Зари, и что ему (Кроули) было дано задание создать и возглавить новую и более совершенную организацию.
Это привело к созданию A.'.A.'. В Июле 1906 года Кроули обсуждал возможность создания нового Магического Ордена со своим прежним наставником по Золотой Заре, Джорджем Сесилом Джонсом. На протяжении следующего года Кроули и небольшой круг его магических компаньонов работали над воплощением этой идеи, разрабатывая ритуалы, тексты и инструкции относительно магической и мистической работы.
Понятие «магии» у Кроули связано с идеей инициатического пути. Стадии, через которые претендент должен пройти, чтобы совершить духовное достижение соответствуют системе степеней в A.'.A.'., моделью для которой послужила система степеней в Золотой Заре. Но, кроме сходства, были и существенные различия между этими двумя системами. Одно из них заключалось в дополнительном акценте в A.'.A.'. на восточных доктринах и практиках, особенно Йоге. Другое отличие заключается в том, что в исходной системе Золотой Зари, инициатическое продвижение осуществлялось путём официальной церемонии, похожей на масонский ритуал. Эти церемонии совершались на групповых встречах между членами Ордена. В A.'.A.'., с другой стороны, этот аспект коллективности все более уменьшается, и единственной формой контакта между его членами являются индивидуальные отношения претендентом и его непосредственным руководителем в иерархии Ордена. К тому же, инициация должна была происходить, в основном. на астральном плане, что делало фактическое исполнение драматических ритуалов менее важным, чем это было в GD. Другое различие между орденом Кроули и изначальным GD было в том, что в последнем только два первых ордена, его составляющие (собственно GD и Ordo Rosae Rubeae и Aureae Crucis (RR et AC)) были в принципе доступны для членов. Предполагалось, что третий орден, включающий три высшие степени системы, был столь высок, что только «Тайные Вожди» имели в него доступ. Но амбиции Кроули в достижении самого высокого уровня посвящения вряд ли могли быть ограничены этим теоретическим ограничением. Таким образом, он не только ввел в свою систему новую доктрину относительно введения этих последних инициатических градусов, но в конце концов он утверждал, что достиг в начале 1920-х последней степени, которую он решил назвать «Ипсиссимус» (в исходной системе GD этот уровень не имел названия). По его мнению, достижение этой степени было эквивалентно становлению богом.
В этом отношении важным элементом, который следует рассмотреть, является то, что «Единение с Богом», или Знание Святого Ангела-Хранителя, соответствовало только лишь среднему уровню в инициатической системе Кроули, то есть Младшему Адепту. Далее шло несколько уровней до самого высокого достижения. Может показаться, что если Знание Святого Ангела-Хранителя является конечной целью магии, как Кроули заявлял в ряде случаев, высшая цель инициации выходит за его пределы и идет гораздо дальше. На самом деле, Кроули не был особенно последовательным в этом вопросе, и можно сделать вывод, что магия, понимаемая в самом широком смысле, для него включала как знание Святого Ангела-Хранителя, так и процесс, ведущий к высшей ступени посвящения.
Несмотря на то, что в основе системы A.'.A.'. лежала магическая система Ордена Золотой Зари, A.'.A.'. предлагал изучение и практику Магии согласно принципам телемы, которые, с точки зрения Кроули, призывают к принятию более научного подхода.
A.’.A.’. никогда не являлся и не является частью O.T.O. (и наоборот). Кроули видел цели этих двух орденов принципиально различными: в то время как ОТО должен был представлять утопическую модель будущего общества, основанного на принципах Телемы, A.’.A.’. должен был оставаться эзотерической школой, которая предлагает средства достижения индивидуальной самореализации, в основном, по аналогии с системой Золотой Зари.